# Великий поход за невестой
«Великий поход за невестой» (другое название — «Человеческая грусть») — советский художественный фильм 1984 года, комедия, снятая на киностудии Грузия-фильм режиссёром Годердзи Чохели по своему собственному сценарию. Главные роли в этом фильме исполнили Михаил Херхеулидзе, Абрек Пхаладзе, Гурам Пирцхалава, Гурам Петриашвили, а также Абессалом Лория и Нана Джорджадзе. Музыку к фильму написал Нодар Габуния, исполняет её Инструментальный Ансамбль Государственного Симфонического Оркестра Грузии. Премьера фильма состоялась в январе 1986 года.

## Сюжет
Шетэ — парень из села Чохи, который ничем полезным не занимается. Односельчане хотели сосватать ему девушку из соседней деревни, но она отказала оболтусу. Жители села Чохи были оскорблены отказом и решили показать всему району свою мощь.
Мужчины послали на разведку женщин, а сами изготовили пушку и отправились следом. Они шли через другие сёла, и не встречали никакого сопротивления. Их приветствовали только аксакалы и их жёны, которые рассказывали мудрые истории, о том, как они быстро прожили свою жизнь в вечной погоне за суетой. Эти встречи и рассказы охладили горячий пыл завоевателей, и они отступились от своего плана привести невесту бездельнику Шетэ.

## В ролях
- Гурам Пирцхалава — Гоги
- Михаил Херхеулидзе — Галилей Чухрели, сумасшедший
- Абрек Пхаладзе — Кимбари
- Гурам Петриашвили — писатель-философ
- Абессалом Лория — Апарек
- Карло Саканделидзе — Бибгаи, старейшина
- Тристан Саралидзе — Шетэ, жених
- Нана Джорджадзе — жительница соседнего села
- Тамари Схиртладзе — Гарахтина, мать Шетэ
- Елена Кипшидзе
- Лери Зардиашвили — Татей
- Этери Шотадзе
- Лео Сохашвили — Саба
- Ладо Бурдули — гость
- Леван Пилпани — Джгуна
- Котэ Толорая — старейшина

## Съёмочная группа
- Автор сценария: Годердзи Чохели
- Режиссёр-постановщик: Годердзи Чохели
- Оператор-постановщик: Игорь Амасийский
- Художник-постановщик: Реваз Мирзашвили
- Композитор: Нодар Габуния
- Монтаж: Р. Джикаев
- Звукорежиссёры:
  - Имери Манджгаладзе
  - Гурам Шубладзе